# Fykort
Fykort är benämningen på de protestvykort som år 1967 skickades i 10 000-tal till Inrikesdepartementet och Regeringen Erlander III från befolkningen i Jämtlands län i samband med att en statlig utredning föreslog en sammanslagning av Jämtlands län och Västernorrlands län.
Fykorten utformades av personerna bakom Storsjöyran och Republiken Jamtland genom den så kallade Frihetsrörelsen.

## Text
På framsidan av ett fykort fanns en bild på landskapet Jämtland med en kniv rakt in i Storsjöbygden med texten "Jämtland blöder, låt inte Jämtland dö!" På baksidan av kortet stod texten:
| ”        | En upplösning av Jämtlands län kommer att bli förödande i alla avseenden — mänskligt, kulturellt, politiskt. Jag protesterar mot denna cyniska och okloka tanke! | „ |
| – Fykort | |   |